# Leopoldo Pieroni
Leopoldo Pieroni (Florence, 9 november 1847 – aldaar, maart 1919) was een Italiaans componist en fluitist.

## Levensloop
Pieroni kreeg zijn eerste muziek- en fluitlessen van zijn vader, een goede amateurmusicus, en later van Roberto Berni. Hij bouwde concertfluiten en trad op als dwarsfluitsolist met orkesten in zijn stad. Hij werd beschouwd als een virtuoos, maar vooral een zorgvuldige leraar en trainer. Vanaf 1870 was hij leraar aan het Istituto dei Ciechi (Blindenschool) in zijn geboortestad. 
Hij publiceerde een methode voor dwarsfluit in vijf delen, die vele edities had. Als componist schreef hij een beschrijvende symfonie, een aantal cantates, kerkmuziek, vocale kamermuziek, marsen, dansmuziek en een hymne aan Giuseppe Verdi.

## Composities

### Werken voor orkest
- Symfonie, voor orkest

### Werken voor koor
- Hymne aan Giuseppe Verdi, voor gemengd koor en orkest

### Kamermuziek
- Polka brillante "il telefono", voor dwarsfluit solo, op. 58
- Variazioni su "Musica proibita", voor dwarsfluit en harp
- Serenate
- Musica Proibita van Stanislao Gastaldon (1861-1939), op. 59, bewerkt door Leopoldo Pieroni voor dwarsfluit en piano

### Pedagogische werken
- 1880 Metodo teorico pratico per Flauto e ottavino, Florence: A. Lapini